# Alexandre Sauli
Pour les articles homonymes, voir Saint Alexandre, Saint-Alexandre et Alexandre.
Saint Alexandre Sauli, né à Milan le 15 février 1534 et décédé à Pavie (Italie) le 11 octobre 1593, est un clerc régulier de saint Paul (Barnabite), et évêque d'Aléria. Reconnu saint par l'Église catholique, il est le patron de la ville de Cervione (France) et fêté le 11 octobre.

## Biographie

### Religieux barnabite
Alexandre Sauli est né le 15 février 1534 à Milan, d'une famille génoise de notables d'où furent issus plusieurs doges et autres évêques et cardinaux, il entre à 17 ans chez les clercs réguliers de saint Paul (les pères Barnabites) un institut religieux de prêtres récemment fondé par Antoine-Marie Zaccaria. Il fait sa profession solennelle le 29 septembre 1554, et en devient le supérieur général le 19 avril 1567. Il donne une grande impulsion à l'institut religieux des Barnabites. Reconnu comme figure de proue du renouveau spirituel de son temps, l'évêque Charles Borromée le prend comme confesseur personnel,.

### Évêque tridentin
Nommé par le pape Pie V à la tête de l'évêché d'Aléria le 10 février 1570 - et consacré le 12 mars par Charles Borromée - Mgr Sauli consacre toute sa vie à son diocèse, situé dans une région d'extrême pauvreté, en proie aux troubles opposants Génois et Corses. Tout en y introduisant vigoureusement les réformes voulue par le concile de Trente il se dévoue aux malades et aux pauvres, visitant régulièrement ses fidèles,,.
Il compose un catéchisme modèle, ouvre un séminaire, réforme le clergé local, promulgue les décrets du Concile de Trente, fait construire de nombreuses églises, et par son souci d'évangélisation, est surnommé l'apôtre de la Corse,,.
Le 10 mai 1591, le pape Grégoire XIV l'envoie à Pavie pour remplacer le cardinal Hippolyte Rossi qui était mort.
Mgr Alexandre Sauli meurt à Calosso d'Asti, lors d'une visite pastorale le 11 octobre 1593, il avait 59 ans. Son corps est transporté à Pavie où il est inhumé dans la cathédrale. A sa mort, il lègue une grande part de sa fortune à la Corse (à la cathédrale d'Aléria, au séminaire et aux pauvres de l'île),,.

## Vénération
- De nombreux miracles, en particulier de guérison lui sont attribués. Aussi Alexandre Sauli est-il béatifié le 23 avril 1741 par le pape Benoît XIV qui disait de lui : « Pendant vingt ans, il ne fut pas seulement l'évêque d'Aléria, mais l'apôtre de toute la Corse ».
- Alexandre Sauli est canonisé le 11 décembre 1904 par le pape Pie X. Liturgiquement il est commémoré le 11 octobre[1],[2].
- Depuis 1963 Alexandre Sauli est le saint patron de la ville de Cervione (France). Ses reliques y sont conservées dans la cathédrale Saint Erasme.